# أشاليم
30°57′45″N 34°42′05″E / 30.962497°N 34.7015°E

أشاليم (عبري:אשלים) هي مستوطنة إسرائيلية صغيرة أقيمت عام 1979م في صحراء النقب شرق وادي غزة على بعد 35 كم من بئر السبع وقد سميت المستوطنة على اسم أشجار الأثل المنتشرة في النقب.
تعرف باسم لؤلؤة الصحراء حسب موقع المستوطنة الرسمي وبلغ عدد سكانها 525 نسمة في عام 2017م.

## وصلات خارجية
- الموقع الرسمي